# San Miguel (departament)
San Miguel – jeden z 14 departamentów Salwadoru.
Jego stolicą jest miasto San Miguel (158,1 tys., 2007). Brak jest innych większych miast (pow. 10 tys. mieszkańców).